# Sottrum
Sottrum település Németországban, azon belül Alsó-Szászország tartományban. Lakosainak száma 6763 fő (2023. december 31.). Sottrum Reeßum és Hassendorf községekkel határos.

## Népesség
A település népességének változása:
| Lakosok száma | 6366 | 6397 | 6470 | 6532 | 6692 | 6763 |
|               | 2016 | 2017 | 2019 | 2021 | 2022 | 2023 |